# Міжнародний конкурс виконавців у Женеві
Міжнародний конкурс виконавців у Женеві (фр. Concours international d'exécution musicale de Genève) — конкурс виконавців академічної музики, який щорічно проходить в Женеві. 

## Історія
Заснований у 1939 р. Анрі Ганьєбеном (перший президент конкурсу) і Фредеріком Лібштеклем (генеральний секретар конкурсу протягом 40 років). Конкурс підтримується адміністрацією міста і кантону Женева; до Ради конкурсу входять представники його основних партнерів — Женевської консерваторії, Оркестру романської Швейцарії та Великого театру Женеви.

## Переможці
Серед переможців та лауреатів конкурсу в різні роки були такі видатні музиканти як Марі Клер Ален, Марта Аргерих, Артуро Бенедетті Мікеланджелі, Мішель Дебо, Вікторія де лос Анхелес, Орель Ніколе, Хайнц Холлігер, Табеа Циммерман. Першим російським переможцем конкурсу став в 1958 р. тромбоніст Віктор Баташов.